# Квантришвили, Арсен Шалвович
Арсен Шалвович Квантришвили (1929, село Алаверди, Шорапанский уезд, ССР Грузия) — колхозник колхоза села Алаверди Зестафонского района, Грузинская ССР. Герой Социалистического Труда (1966).

## Биография
Родился в 1929 году в крестьянской семье в селе Алаверди Шорапанского уезда. После окончания местной школы трудился в местном колхозе села Алаверди Зестафонского района. Ежегодно показывал высокие трудовые результаты в виноградарстве. В 1965 году досрочно выполнил личное социалистическое обязательство и плановые задания Семилетки (1959—1965) в сборе урожая винограда, заняв передовое место в социалистическом соревновании среди колхозников. Указом Президиума Верховного Совета СССР от 2 апреля 1966 года удостоен звания Героя Социалистического Труда за «достигнутые успехи в развитии сельского хозяйства, промышленности и науки Грузинской ССР» с вручением ордена Ленина и золотой медали «Серп и Молот» (№ 10823).
За выдающиеся трудовые достижения по итогам работы в 1973 году награждён Орденом Октябрьской Революции.
После выхода на пенсию проживал в родном селе Алаверди Зестафонского района.
Награды
- Герой Социалистического Труда
- Орден Ленина
- Орден Октябрьской Революции (12.12.1973)